# Ò
Ò, ò — літера розширеного латинського альфабету, утворена буквою O з додаванням гравісу.
Вона використовується в каталонській, еміліансько-романьольській, ломбардській, окситанській, кашубській, сардинській, шотландській ґельській, таоській, в’єтнамській, гаїтянській креольській, норвезькій, валлійській та італійській мовах.

## Використання

### Кашубська
Ò — 28-ма літера кашубського альфабету і позначає /wɛ/.

### В'єтнамська
У в'єтнамському альфабеті ò — тон гуйон (тон падіння) «о».

### Китайська
У китайській мові піньїнь ò — тон янгу (阳去, спадний тон) «о».

### Валлійська
У валлійській мові гравіс використовується на o для позначення короткого звуку [ɔ] у слові, яке інакше вимовлялося б із довгим [oː] звуком: còd[kɔd] "тріска" проти тріски[koːd] «код».

### Італійська
В італійській мові гравіс використовується над будь-яким голосним для позначення кінцевого наголосу слова: Niccolò (еквівалент Ніколас і прізвище Макіавеллі ).
Його також можна використовувати на некінцевих голосних o та e, щоб позначити, що голосний наголошений і відкритий : còrso, «корсиканська», проти córso, «курс»/ «бігти», причастка минулого часу «correre». Ò позначає відкритий серединний заокруглений голосний /ɔ/, а È представляє відкритий серединний передній незаокруглений голосний /ɛ/.

### Емільяно-романьйольська
У емільянській ò використовується для позначення [ɔː], наприклад, òs [ɔːs] «кістка». У романьйольській вона використовується для позначення [ɔ], наприклад, piò [pjɔ] «більше».

### Норвезька
Ò можна знайти в норвезькому слові òg, яке є альтернативним написанням også, що означає «також». Це слово зустрічається як у нюнорську, так і в букмолі.

### Македонський
У македонській мові ò використовується, щоб відрізнити слово òд (англ. walk) від більш поширеного од (англ. from). І ò, і о вимовляються як [o].

## Кодування
| Символ                       | Ò                                 | Ò                                 | ò                               | ò                               |
| ---------------------------- | --------------------------------- | --------------------------------- | ------------------------------- | ------------------------------- |
| Unicode name                 | LATIN CAPITAL LETTER O WITH GRAVE | LATIN CAPITAL LETTER O WITH GRAVE | LATIN SMALL LETTER O WITH GRAVE | LATIN SMALL LETTER O WITH GRAVE |
| Encodings                    | decimal                           | hex                               | decimal                         | hex                             |
| Unicode                      | 210                               | U+00D2                            | 242                             | U+00F2                          |
| UTF-8                        | 195 146                           | C3 92                             | 195 178                         | C3 B2                           |
| Числове позначення символів  | &#210;                            | &#xD2;                            | &#242;                          | &#xF2;                          |
| Named character reference    | &Ograve;                          | &Ograve;                          | &ograve;                        | &ograve;                        |
| ISO 8859-1, 3, 9, 14, 15, 16 | 210                               | D2                                | 242                             | F2                              |